# Kilmacolm
Kilmacolm è una cittadina dell'area amministrativa scozzese dell'Inverclyde, nel Regno Unito. La sua popolazione è di circa 4.000 abitanti (2004) .